# Sabella dimidiata
Sabella dimidiata är en ringmaskart som beskrevs av Gmelin in Linnaeus 1788. Sabella dimidiata ingår i släktet Sabella och familjen Sabellidae. Inga underarter finns listade i Catalogue of Life.